# Palotás, Nógrád
Palotás  este un sat în districtul Pásztó, județul Nógrád, Ungaria, având o populație de 1.676 de locuitori (2011). 

## Demografie
Componența etnică a satului Palotás
     Maghiari (99,11%)
     Necunoscut (0,34%)
     Germani (0,55%)
     Alții (0,34%)
Componența confesională a satului Palotás
     Romano-catolici (68,97%)
     Fără religie (4,36%)
     Luterani (1,79%)
     Reformați (1,25%)
     Necunoscută (23,33%)
     Atei (0,3%)
     Alte religii (0,84%)
Conform recensământului din 2011, satul Palotás avea 1.676 de locuitori. Din punct de vedere etnic, majoritatea locuitorilor (99,11%) erau maghiari. Apartenența etnică nu este cunoscută în cazul a 0,34% din locuitori.  Din punct de vedere confesional, majoritatea locuitorilor (68,97%) erau romano-catolici, existând și minorități de persoane fără religie (4,36%), luterani (1,79%) și reformați (1,25%). Pentru 23,33% din locuitori nu este cunoscută apartenența confesională.